# Auxy (Loiret)
Auxy je francouzská obec v departementu Loiret v regionu Centre-Val de Loire. V roce 2011 zde žilo 980 obyvatel.

## Sousední obce
Beaumont-du-Gâtinais (Seine-et-Marne), Beaune-la-Rolande, Bordeaux-en-Gâtinais, Égry, Gaubertin, Juranville, Sceaux-du-Gâtinais,

## Vývoj počtu obyvatel
Počet obyvatel